# Atlas Amsterdam
De Atlas Amsterdam (ook Atlas Isaak de Graaf) is een omvangrijke atlas van de hand van Isaak de Graaf. In 1691 kreeg hij opdracht van het opperbestuur van de Vereenigde Oostindische Compagnie, de Heeren Seventien, om een grote overzichtsatlas samen te stellen van alle gebieden in Afrika en Azië die toen binnen de invloedssfeer van de VOC vielen, van Kaap de Goede Hoop tot Japan, Nieuw-Guinea en Australië. Deze grote VOC-atlas, de eerste en enige in zijn soort die ooit in opdracht van de Compagnie is gemaakt, diende als hulpmiddel bij de beleidswerkzaamheden. Omdat actuele, gedetailleerde kaarten cruciale bedrijfsinformatie bevatten was de Atlas de Graaf/Atlas Amsterdam geheim.
De Atlas de Graaf/Amsterdam was omstreeks 1705 in eerste instantie voltooid, al zijn incidenteel nog tot 1754 kaarten toegevoegd. Hij bestond uit één handgetekend exemplaar in twee gebonden delen, met in totaal 187 ingekleurde kaartbladen op een reuzenformaat van ca. 53 x 75 cm.
Na de ondergang van de VOC in 1799 kende de atlas een bewogen geschiedenis. Zo werden beide delen in 1810 door de Fransen naar Parijs overgebracht en duurde het daarna tot na de definitieve val van Napoleon in 1815 voor ze - met veel moeite - naar Nederland teruggehaald konden worden. In 1856 kwam de atlas bij het Nationaal Archief terecht waar de atlas uit elkaar is genomen en de losse kaarten verspreid zijn over de verzameling buitenlandse kaarten, volgens de werkwijze van die tijd. De kennis over de oorspronkelijke structuur en geschiedenis van de atlas is daarmee verloren gegaan. In de jaren tachtig van de 20e eeuw is gewerkt aan het herstel van het onderling verband van de kaartcollectie.
In 2006 is een moderne uitgave van deze atlas, als eerste in een serie van zeven, verschenen in een beperkte - inmiddels uitverkochte - maximum oplage van 1600 stuks. De prijs van deze moderne variant bedroeg € 350,- en het gewicht is 12 kilogram.